# Mitchell Ryan

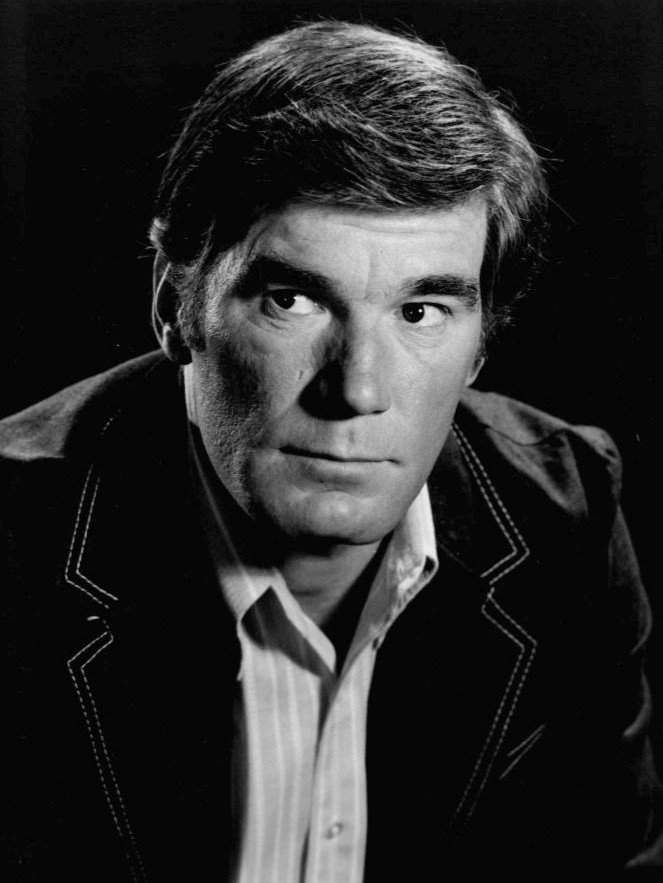

Mitchell „Mitch“ Ryan (* 11. Januar 1934 in Cincinnati, Ohio; † 4. März 2022 in Los Angeles, Kalifornien) war ein US-amerikanischer Schauspieler.

## Leben
Ryan wuchs in Louisville, Kentucky, auf. Während des Koreakrieges diente er in der US-Marine. Danach ging er ans Barter Theatre, in Abingdon, Virginia. 1958 hatte Ryan sein Filmdebüt neben Robert Mitchum in einer Nebenrolle in Kilometerstein 375.
Von 1966 bis 1967 gehörte Mitch Ryan zur Originalbesetzung der Serie Dark Shadows. In 107 Folgen spielte er die Rolle des Burke Devlin, bis er im Juni 1967 wegen seiner Alkoholprobleme aus der Serie entlassen und durch Anthony George ersetzt wurde. Nach zahlreichen Rollen in Kinofilmen und Gastauftritten in bekannten Serien übernahm er 1997 die Rolle des Edward „Ed“ Montgomery in Dharma & Greg. Zu seinen bekannteren Kinorollen zählen der schurkische General im Actionstreifen Lethal Weapon – Zwei stahlharte Profis (1987), ein zwielichtiger Psychiater im Horrorfilm Halloween VI – Der Fluch des Michael Myers (1995) und der Vorgesetzte von Jim Carreys Hauptfigur in der Komödie Der Dummschwätzer (1997). Sein Schaffen für Film und Fernsehen umfasst mehr als 130 Produktionen.
Ryan spielte außerdem Theater am Broadway, in Stücken wie Wait Until Dark von Frederick Knott, Medea von Euripides und The Price von Arthur Miller. Ryan war zeitweise Präsident der Gewerkschaft für Schauspieler Screen Actors Guild Foundation (SAG), der Stiftung der Gewerkschaft der Filmschauspieler.
Ryan war zweimal verheiratet. Aus der ersten Ehe gingen drei Kinder hervor. Er starb 2022 im Alter von 88 Jahren an Herzversagen.

## Filmografie (Auswahl)
- 1958: Kilometerstein 375 (Thunder Road)
- 1961, 1965: Preston & Preston (The Defenders, Fernsehserie, 2 Folgen)
- 1966: Dark Shadows (Fernsehserie, 107 Folgen)
- 1970: Monte Walsh
- 1971: Leise weht der Wind des Todes (The Hunting Party)
- 1972: Harley Davidson 344 (Electra Glide in Blue)
- 1973: Calahan (Magnum Force)
- 1973: Ein Fremder ohne Namen (High Plains Drifter)
- 1975: Barnaby Jones (Fernsehserie, 1 Folge)
- 1976: Zwei Minuten Warnung (Two-Minute Warning)
- 1979: Der lange Treck (The Chisholms)
- 1983: Hart aber herzlich (Hart to Hart, Folge 5x09: „Gift im Whisky“)
- 1985: Das A-Team (Fernsehserie, 1 Folge)
- 1985: Fackeln im Sturm (North and South, Miniserie)
- 1985: Trio mit vier Fäusten (Riptide, Fernsehserie, Folge 2x15)
- 1985–1995: Mord ist ihr Hobby (Murder, She Wrote, Fernsehserie, vier Folgen)
- 1987: Lethal Weapon – Zwei stahlharte Profis (Lethal Weapon)
- 1988: Winter People – Wie ein Blatt im Wind (Winter People)
- 1989: California Clan (Santa Barbara, Fernsehserie, 36 Folgen)
- 1989: Raumschiff Enterprise: Das nächste Jahrhundert (Star Trek: The Next Generation, Fernsehserie, Folge 2x14)
- 1989: In geheimer Mission (Mission: Impossible, Fernsehserie, Folge 1x18)
- 1990: Wer ist hier der Boss? (Who’s the Boss?, Fernsehserie, Folge 7x04)
- 1993: Hot Shots! Der zweite Versuch (Hot Shots! Part Deux)
- 1993: Walker, Texas Ranger (Fernsehserie, Folge 2x17)
- 1994: Sprachlos (Speechless)
- 1995: Halloween VI – Der Fluch des Michael Myers (Halloween: The Curse of Michael Myers)
- 1995: Judge Dredd
- 1997: Der Dummschwätzer (Liar Liar)
- 1997: Vertrauter Feind (The Devil’s Own)
- 1997: Ein Mann – ein Mord (Grosse Pointe Blank)
- 1999: Erdbeben-Inferno: Wenn die Welt untergeht (Aftershock: Earthquake in New York)
- 1997–2002: Dharma & Greg (Fernsehserie, 119 Folgen)
- 2009: Strike-Out (Kurzfilm)